# Harry Larsen
Harry Julius Larsen, danski veslač, * 4. september 1915, † 12. avgust 1974.
Larsen je za Dansko nastopil na Poletnih olimpijskih igrah 1936 v Berlinu in tam kot član danskega dvojca brez krmarja osvojil srebrno medaljo. 